# Discectomie

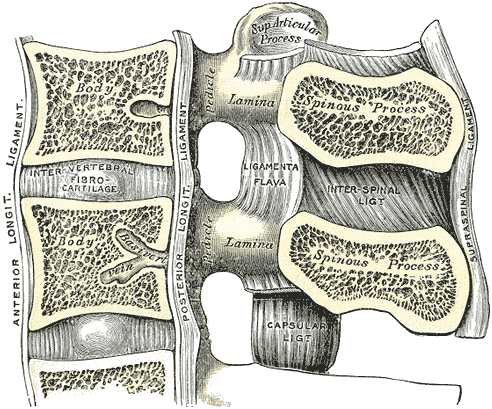
disque intervetébral

La discectomie est l'ablation chirurgicale, totale ou plus souvent partielle, d'un disque intervertébral.
Lorsqu'un disque intervertébral est lésé, la substance qu'il contient fait une hernie qui exerce une pression sur le nerf vertébral voisin ou sur la moelle spinale déclenchant une douleur brûlante dans les jambes ou le dos. La discectomie est le traitement chirurgical classique, elle consiste à enlever la partie du disque qui appuie sur les nerfs. Il existe trois méthodes principales. La première est la microdiscectomie standard effectuée sous un microscope. La deuxième est la discectomie dite à ciel ouvert si le chirurgien n'utilise pas un microscope. Pour ces deux premières méthodes les étapes de l'opération sont similaires. La troisième méthode est la discectomie mini-invasive (DMI), où l'incision est plus petite et les dommages environnants moins importants sans que les résultats en termes de douleurs résiduelles soient significativement meilleurs,. Néanmoins, en 2020 il semble acquis que les résultats du traitement chirurgical des hernies discales au niveau lombaire soit meilleur par la prise en charge chirurgicale que médicale.
Cette intervention est moins communément appelée décompression chirurgicale et entre dans le cadre des décompressions neurovertébrales.